# Adam Keenan
Adam Keenan (* 26. September 1993 in Vicoria) ist ein kanadischer Leichtathlet, der sich auf den Hammerwurf spezialisiert.

## Sportliche Laufbahn
Erste internationale Erfahrungen sammelte Adam Keenan bei den Panamerikanischen Juniorenmeisterschaften 2011 in Miramar, bei denen er mit 66,22 m die Bronzemedaille gewann. Ein Jahr darauf nahm er an den Juniorenweltmeisterschaften in Barcelona teil, scheiterte dort aber mit 66,56 m in der Qualifikation. 2013 gewann er bei den U23-NACAC-Meisterschaften in Kamloops mit 68,35 m die Bronzemedaille. 2018 nahm er erstmals an den Commonwealth Games im australischen Goald Coast teil und belegte dort mit 72,15 m den vierten Platz. Im August gewann er bei den NACAC-Meisterschaften in Toronto mit 72,72 m die Bronzemedaille hinter Roberto Sawyers aus Costa Rica und dem US-Amerikaner Alex Young. 2022 schied er bei den Weltmeisterschaften in Eugene mit 74,44 m in der Qualifikationsrunde aus und anschließend belegte er bei den Commonwealth Games in Birmingham mit 72,36 m den fünften Platz, ehe er bei den NACAC-Meisterschaften in Freeport mit 74,24 m Vierter wurde. Im Jahr darauf gelangte er bei den Weltmeisterschaften in Budapest mit 74,49 m im Finale auf Rang elf. 2024 verpasste er bei den Olympischen Sommerspielen in Paris mit 74,45 m den Finaleinzug.
In den Jahren von 2017 bis 2019 sowie 2021 und 2022 wurde Keenan kanadischer Meister im Hammerwurf. Er ist Student der Northern Arizona University in Flagstaff.